# Ngụy Vịnh Chi
Ngụy Vịnh Chi (chữ Hán: 魏咏之, ? – 405), tự Trường Đạo, người Nhâm Thành, là tướng nhà Đông Tấn trong lịch sử Trung Quốc.

## Cuộc đời
Gia cảnh của Vịnh Chi nghèo nàn nhưng trong sạch, lấy việc cầy cấy làm kế sinh nhai, ham học không mỏi. Ông bẩm sinh bị sứt môi, có người xem tướng nói rằng: "Anh sẽ làm nên phú quý."
Năm 18 tuổi, Vịnh Chi nghe dưới trướng Kinh Châu thứ sử Ân Trọng Kham có danh y có thể chữa được, nhưng nhà nghèo không có gì làm hành trang, ông nói với người nhà rằng: "Xấu xí thế này, sống làm được gì!?" rồi mang theo mấy chục hộc gạo lên đường, đến gặp Ân Trọng Kham.
Sau khi đến nơi, Vịnh Chi được tiếp đón niềm nở. Trọng Kham sau khi nói chuyện, khen ngợi ý chí mạnh mẽ của ông, bèn triệu thầy thuốc đến xem bệnh cho. Theo lời thầy thuốc, Trọng Kham cho ông ở một căn phòng biệt lập, lệnh cho thầy thuốc chữa chạy thật tốt. Vịnh Chi ngậm miệng không nói suốt 100 ngày, chỉ ăn cháo loãng. Sau khi khỏi hẳn, Trọng Kham tư cấp cho ông rất hậu, giữ ông ở lại làm việc cho ông ta.
Ban đầu, Vịnh Chi làm Chủ bộ trong châu, thường gặp gỡ Hoàn Huyền. Sau khi ông đi khỏi, Huyền chê bai với mọi người rằng ông là kẻ tầm thường, không làm nên việc gì. Về sau Huyền bức hại Trọng Kham, chiếm cứ Kinh Châu, không để mắt đến ông.
Vịnh Chi từ sớm đã đi lại với Lưu Dụ, khi Hoàn Huyền soán ngôi, ông cũng tham gia bàn bạc việc khởi binh với Lưu Dụ. Sau khi Huyền thất bại, Vịnh Chi nhận chức Kiến uy tướng quân, Dự Châu thứ sử. Hoàn Hâm cướp Lịch Dương, ông soái quân đánh đuổi Hoàn Hâm.
Năm Nghĩa Hi đầu tiên (405), Vịnh Chi được tiến hiệu Chinh lỗ tướng quân, Ngô quốc nội sử, lại chuyển sang làm Kinh Châu thứ sử, trì tiết, đô đốc 6 châu, lĩnh chức Ninh Man hiệu úy.

## Cái chết
Vịnh Chi khi chưa làm quan, không vì nghèo khổ mà xấu hổ; khi có địa vị hiển hách, không vì giàu sang mà kiêu ngạo. Ban đầu ông làm khách của Ân Trọng Kham, không xét đến địa vị của mình, gọi người đối diện là "đấy". Ông mất khi đang tại chức, được truy tặng Thái thường, thêm chức Tán kỵ thường thị.
Về sau Lưu Dụ xét lại công lao tham gia khởi nghĩa của ông, truy phong làm Giang Lăng huyện công, thực ấp 2500 hộ, thụy là Hoàn. Em trai của ông là Thuận Chi làm đến Lang Tà nội sử.